# Одола
Одола́ (дигор. Уодола, ирон. Одола) — село в Ирафском районе республики Северная Осетия — Алания. Входит в состав Стур-Дигорского сельского поселения.

## География
Село расположено на территории национального парка «Алания», по левобережью реки Урух, у ее притока Харесидон (Харес), вблизи падения в Харес притока Сури.

## Население
| 2002 | 2010 | 2021 |
| ---- | ---- | ---- |
| 17   | ↗29  | ↘26  |

## Инфраструктура
Сельская школа. В мае 2020 года на место отсутствующего учителя изобразительного искусства приехали к школьникам с мастер-классами художники из Пятигорска, Ессентуков и Минеральных Вод.

## Транспорт
Проходит автодорога регионального значения 90 ОП РЗ 90К-004 Чикола-Мацута-Коми-Арт.